# Cyclopogon papilio
Cyclopogon papilio är en orkidéart som beskrevs av Dariusz Lucjan Szlachetko. Cyclopogon papilio ingår i släktet Cyclopogon, och familjen orkidéer.
Artens utbredningsområde är Guatemala. Inga underarter finns listade i Catalogue of Life.